# Pallasea cancellus
Pallasea cancellus is een vlokreeftensoort uit de familie van de Pallaseidae. De wetenschappelijke naam van de soort is voor het eerst geldig gepubliceerd in 1767 door Pallas.